# Comuna Pîlîpî-Borivski, Tomașpil
Pîlîpî-Borivski (în ucraineană Пилипи-Борівські) este o comună în raionul Tomașpil, regiunea Vinnița, Ucraina, formată din satele Kalînka și Pîlîpî-Borivski (reședința).

## Demografie
Componența lingvistică a satului Pîlîpî-Borivski
     Ucraineană (50,63%)
     Rusă (49,27%)
     Alte limbi (0,1%)
Conform recensământului din 2001, majoritatea populației satului Pîlîpî-Borivski era vorbitoare de ucraineană (50,63%), existând în minoritate și vorbitori de rusă (49,27%).